# 爱麦虞埃尔·果尔德施坦因

1984年電影《一九八四》中在電幕上的艾曼紐·戈斯坦，由約翰·鮑斯維爾飾演。

伊曼紐·果尔德施坦因（英語：Emmanuel Goldstein），是小說《一九八四》的人物，虚构书籍《寡頭政治集體主義的理論與實踐》的作者，而事實上，郭爾德施坦因可能根本不存在，英社編造此人的原因，也可能只是為了確保全國人民有一個共同的敵人。

## 簡介
早年大洋国社会主义革命的领导者之一，但根據官方説，他后来背叛革命成为国家的象征敌人，但實則可能因與老大哥的權力鬥爭而與老大哥反目，從而成為人民公敵，這尤其是在两分钟仇恨和其他制造恐慌的情况下特为明显，目的是加强人民对党及老大哥的忠诚。
在党的宣传中，他是《寡頭政治集體主義的理論與實踐》的作者，兄弟會的创始人。
但實際上，《寡頭政治集體主義的理論與實踐》並不是他所作。奧勃良曾親口承認：“我寫的，也就是我參與了寫作。你也知道，沒有哪一本書能由一個人寫出來。”
不论果爾德斯坦因还是他的兄弟会，温斯顿以至读者也不知道其是真实存在的还是党的胡编乱造。
小说角色的原型为苏俄的前领导人托洛茨基，他因反对斯大林的思想而被其视为反革命分子并被迫流亡海外。